# Коксу (Коксуський район)
Коксу́ (каз. Көксу) — станційне селище у складі Коксуського району Жетисуської області Казахстану. Адміністративний центр Муканшинського сільського округу.
Населення — 2060 осіб (2021; 2007 у 2009, 2121 у 1999, 1994 у 1989).